# Gmina Peteranec
Gmina Peteranec (chorw. Općina Peteranec) – gmina w Chorwacji, w żupanii kopriwnicko-kriżewczyńskiej. W 2011 roku liczyła  2704 mieszkańców.